# Ga Baegun
Ga Baegun là ga tàu điện ngầm trên Tàu điện ngầm Seoul tuyến 1 và Tuyến Gyeongin.

## Bố trí ga
| ↑ Bupyeong            |
| \| １２ \| \| ３４ \| |
| Dongam ↓              |

| 1     | ● Tuyến 1 | ← Hướng đi Yeoncheon     |
| 2 · 3 | ● Tuyến 1 | → Đường ray tàu tốc hành |
| 4     | ● Tuyến 1 | → Hướng đi Incheon →     |

## Vùng lân cận
- Lối thoát 1: Daeju Parkville APT
- Lối thoát 2: Thư viện Bupyeong
- Lối thoát 3: Trường tiểu học Sinchon